# Песня о взятии Смоленска
Пе́сня о взя́тии Смоле́нска — одно из первых написанных в силлабическом стихе произведений русской литературы и первая в России панегирическая песня. Целиком дошло до наших дней в записи XVII века, содержащей искажения. Стихотворение написано белорусскими виршами и содержит некоторое влияние польского языка.

## Текст
| Крикнул орел белой славной, Воюет Царь православной, Царь Алексей Михайлович, Восточнаго царствия дедич. Идет Литвы воевати, Свою землю очищати; Боярина шлет думного, Польской мовы разумного, Бо до славной горы Девичи Идет Илья Данилович До Смоленска города, Чтоб без крови была згода, Смело идеть царя (с)лавить, За царя перси стравить, Отважное сердце мает, Смело к муру подступаеть, Кажет — трубит на розмовы, Отважны есть етманы словы, Кто б живот свой так славил, Як Илья послов ставил. | Шлють и(з) Смоленска пана Аваруцкого Слухать посла Московского. Понял тои кажны Смолянин, Что не Шеинов — дворянин Поставил чело, Осадил наш Смоленск около. Что промовит славный етман, Царский посол… (обрезано) До всех Смольян: «Челобитную царю дайте, Без крови Смоленеск здайте. Восточный царь Бога любит, Жалует вас, а не губит; А вы знайте своего царя, Восточного Государя; Восточный царь вас жалуеть: Вместо скорби живот вам даруеть.» Сопротивился Смоленеск мало, Так теж потом ево стало: Рывкнул на Смоленеск Троило, | Бакштам, стенам не мило! С ним голанки равно ставят, Государю Смоленск славят. Грянет куля огнём сила — Так Смоленеск растрашила Обухович воевода С Корфом мыслить, як бы згода. Собрав шляхту у вся рады, Трубит труба на пораду, Бубник бьет в темной ночи, Заплывають у него слезами очи. Запел Троил в чистом поле, Здають Смоленск поневоле, Перед царя из муру идут И знамёна под ноги кладут, Падуть в ноги со слезами, Горько плачуть и на знаменами. Милосердной царь милостив, Злости неверным всем спустил, Абы злости не творили, Государю верны были. |

Текст воспроизведен по изданию:
Орловский И. И. Смоленск и его стены. Смоленск. 1902